# Spring Awakening
Spring Awakening är en amerikansk musikal baserad på en bok och pjäs av Frank Wedekind. Vinnare av åtta Tony Awards 2007.
Musikalen är komponerad av Duncan Sheik med text av Steven Sater och hade världspremiär 10 december 2006 på Eugene O'Neill Theatre, Broadway. Europapremiär 30 augusti 2008 på Värmlandsoperan, Karlstad i regi av Per Eltvik

Andra svenska uppsättningen spelades på Malmöoperans turnerande verksamhet våren 2009. Med premiär 20 mars på Helsingborgs stadsteater. I regi av Helena Röhr. Under våren 2019 sattes musikalen upp igen av Teaterstickorna och Teateri på Jönköpings Teater. Våren 2020 sattes den upp som musikal på Reginateatern i Uppsala av    Katedralskolan.

## Roller
- Wendla
- Melchior
- Moritz
- Ilse
- Martha
- Thea
- Anna
- Hanschen/Rupert
- Ernst/Reinhold
- Georg/ Dieter
- Otto/Ulbrecht
- Frau Bergman m.fl.
- Herr Knochenbruch m.fl.

## Sånger
Akt 1
- "Mama Who Bore Me"  Wendla
- "Mama Who Bore Me" (repris) – Tjejer
- "All That's Known" – Melchior
- "The Bitch of Living" – Moritz och killar
- "My Junk" – Tjejer och killar
- "Touch Me" – Tjejer och killar
- "The Word of Your Body" – Wendla och Melchior
- "The Dark I Know Well" – Martha, Ilse och killar
- "And Then There Were None" – Moritz och killar
- "The Mirror-Blue Night"	– Melchior och killar
- "I Believe" – Killar och tjejer

Akt 2
- "The Guilty Ones" – Wendla, Melchior, killar och tjejer
- "Don't Do Sadness" – Moritz
- "Blue Wind" – Ilse
- "Left Behind" – Melchior
- "Totally Fucked" – Melchior och ensemble
- "The Word of Your Body" (repris) – Hanschen, Ernst, tjejer och killar
- "Whispering" – Wendla
- "Those You've Known" – Moritz, Wendla och Melchior
- "The Song of Purple Summer" – ensemble